# Scott Weiland
Scott Richard Weiland (născut Kline; n. 27 octombrie 1967, San Jose, California, SUA – d. 3 decembrie 2015, Bloomington⁠(d), Minnesota, SUA), a fost un muzician, cântăreț și compozitor de origine americană. Pe parcursul celor trei decenii de activitate, Weiland a devenit cunoscut ca lider al formației Stone Temple Pilots în perioada 1989-2002 și 2008-2013. De asemenea, acesta a fost membru al supergrupului Velvet Revolver între 2003-2008 și a înregistrat un album alături de formația Art of Anarchy. A lansat în calitate de artist solo trei albume de studio, două albume cover și a colaborat cu numeroși muzicieni de-a lungul carierei.
Ridiculizat de către critici la începutul carierei, Weiland a devenit cunoscut datorită stilului flamboiant și haotic adoptat pe scenă, stilului vocal, utilizării megafonului în timpul concertelor și abuzului de substanțe. Considerat astăzi drept un cântăreț flexibil și talentat, Weiland ocupă poziția 57 în Top 100 Heavy Metal Vocalists al revistei Hit Parader.
În 2012, Weiland a înființat formația Scott Weiland and the Wildabouts. Materialele au primit recenzii mixte, iar unii critici și fani au observat starea de sănătate precară a lui Weiland. În decembrie 2015, Weiland a încetat din viața ca urmare a unei supradoze accidentale în autobuzul său din Minnesota la vârsta de 48 de ani. La auzul veștii, numeroși critici și cântăreți au comentat viața și cariera acestuia, printre aceștia fiind David Fricke, redactor al Rolling Stone, și Billy Corgan, solistul The Smashing Pumpkins. Cel din urmă l-a descris pe Weiland ca fiind una dintre cele trei „voci ale generației” alături de Kurt Cobain și Layne Staley.

## Copilăria și studiile
Fiul lui Sharon Williams și Kent Kline, Weiland s-a născut la Spitalul Kaiser în San Jose, California. Acesta avea origini germane din partea tatălui. La vârsta de cinci ani a fost adoptat de către tatăl său vitreg, David Weiland. În aceeași perioadă, acesta s-a mutat în Bainbridge Township, Ohio, unde a urmat cursurile Liceului Kenston. S-a mutat înapoi în California în adolescență unde a urmat cursurile Liceului Edison în Huntington Beach și Colegiul Orange Coast. Înainte să se dedice complet carierei muzicale, Weiland a lucrat ca artist pentru Los Angeles Daily Journal.

## Moartea
Weiland a fost găsit mort în autobuzul formației pe 3 decembrie 2015, în Bloomington, Minnesota, în timpul turneului alături de Scott Weiland and the Wildabouts. După o percheziție a autobuzului, poliția a descoperit mici cantități de cocaină în dormitorul acestuia. Agenții de poliție au mai găsit alprazolam, buprenorfină, ziprasidona, viagra și somnifere. Mai mult, aceștia au descoperit două pachete de cocaină și un pachet cu o substanță erbacee. Tommy Black, basistul formației, a fost arestat de către poliție, fiind suspectat de posesie de cocaină, însă acuzațiile au fost retrase ulterior. Medicul legist a concluzionat că Weiland a murit ca urmare a unei supradoze accidentale cu cocaină, etanol și MDA.

## Discografie

### Albume solo
- 12 Bar Blues (1998)
- "Happy" in Galoshes (2008)
- The Most Wonderful Time of the Year (2011)

### Compilații
- A Compilation of Scott Weiland Cover Songs (2011)

### Stone Temple Pilots
- Core (1992)
- Purple (1994)
- Tiny Music... Songs from the Vatican Gift Shop (1996)
- No. 4 (1999)
- Shangri-La Dee Da (2001)
- Stone Temple Pilots (2010)

### Velvet Revolver
- Contraband (2004)
- Libertad (2007)

### Scott Weiland and The Wildabouts
- ,Blaster (2015)

### Art of Anarchy
- Art of Anarchy (2015)